# Hemphill County
Hemphill County je okres na severu státu Texas ve Spojených státech amerických. K roku 2010 zde žilo 3 807 obyvatel. Správním městem okresu je Canadian. Celková rozloha okresu činí 2362 km².